# Photinia taishunensis
Photinia taishunensis är en rosväxtart som beskrevs av G.H.Xia, L.H.Lou och S.H.Jin. Photinia taishunensis ingår i släktet Photinia och familjen rosväxter. Inga underarter finns listade i Catalogue of Life.